# Emphysemastix flavosignatus
Emphysemastix flavosignatus är en mångfotingart som först beskrevs av Carl 1909.  Emphysemastix flavosignatus ingår i släktet Emphysemastix och familjen Gomphodesmidae. Inga underarter finns listade i Catalogue of Life.